# 腹腔動脈
腹腔動脈 (ふくくうどうみゃく、coeliac ([ˈsiːli.æk]) artery, coeliac trunk, truncus coeliacus) は、腹大動脈の初めの部分にある主要な分枝である。長さは1.25 cmである。ヒトの胸椎12(T12)の大動脈から分枝し、腹大動脈にある3つの前/中分枝の1つである（他の2つは上腸間膜動脈と下腸間膜動脈）。

## 構造
3つの主要な区分に分けられ、さらにそれぞれが名前の付いた分枝に分かれる。
| 動脈     | 分枝                                       |
| 左胃動脈 | 食道枝、胃枝                               |
| 総肝動脈 | 固有肝動脈、右胃動脈、胃十二指腸動脈       |
| 脾動脈   | 後膵動脈、短胃動脈、左胃大網動脈、大膵動脈 |

腹腔動脈が下腎動脈を生じさせることもある。

## 機能
腹腔動脈は、肝臓、胃、腹部食道、脾臓、および十二指腸と膵臓の上半分へ酸素を加えた血液を供給する。これらの構造は胚における前腸に対応する（同様に上腸間膜動脈と下腸間膜動脈はそれぞれ胚における中腸と後腸から生じる構造を持つ。これらの腹大動脈の3つの前枝ははっきりしており互いに代用することはできないが、終枝の間には限られた接続しかないことに注意
腸の他の主要な動脈との相互接続では灌流を維持するのに十分ではないため、腹腔動脈は血液のなくてはならない供給源である。よって生体内で安全に結紮することはできず、腹腔動脈を遮断することは供給している構造の壊死につながる。

### 排液
腹腔動脈は腹部の消化器官に栄養するが、ここには同様の名前の静脈がない。これは主要な動脈では唯一である。
消化器官（腹腔動脈の分布領域含む）から戻ってくる血液のほとんどは門脈系を介して肝臓に送られ、肝臓でさらに処理・解毒されてから肝静脈を介して体循環に戻る。
上腸間膜静脈と下腸間膜静脈によるそれぞれ中腸と後腸機構の排液とは対照的に、腹腔動脈からの静脈還流は、脾静脈から肝門脈に排出されるか、門脈系の小さな支流を経由する。

## 画像

腹部および骨盤の血管のCTスキャンのアニメーテッドボリュームレンダリング
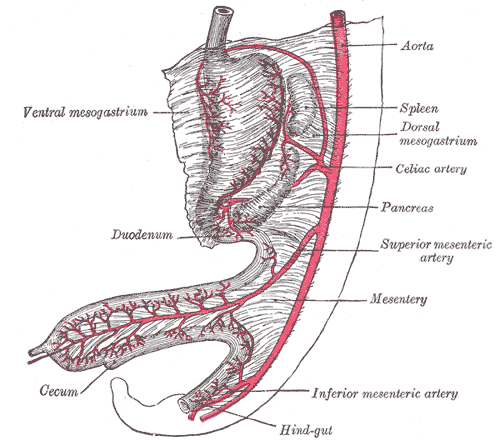
消化管の腹腔部とその原始・総腸間膜への付着。6週間のヒトの胚。
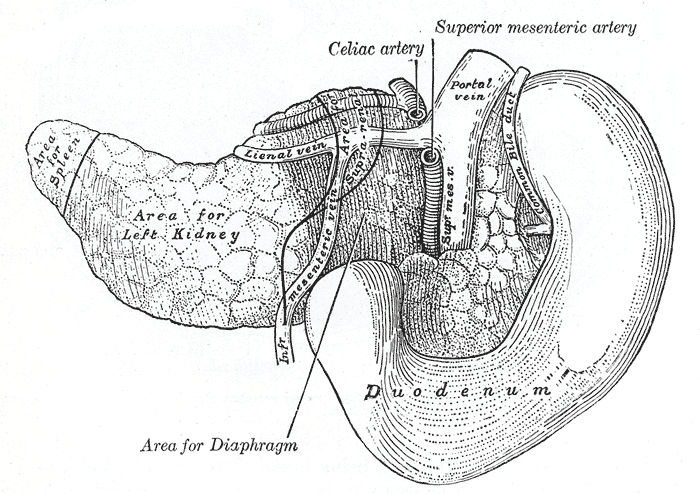
背面からの膵臓と十二指腸
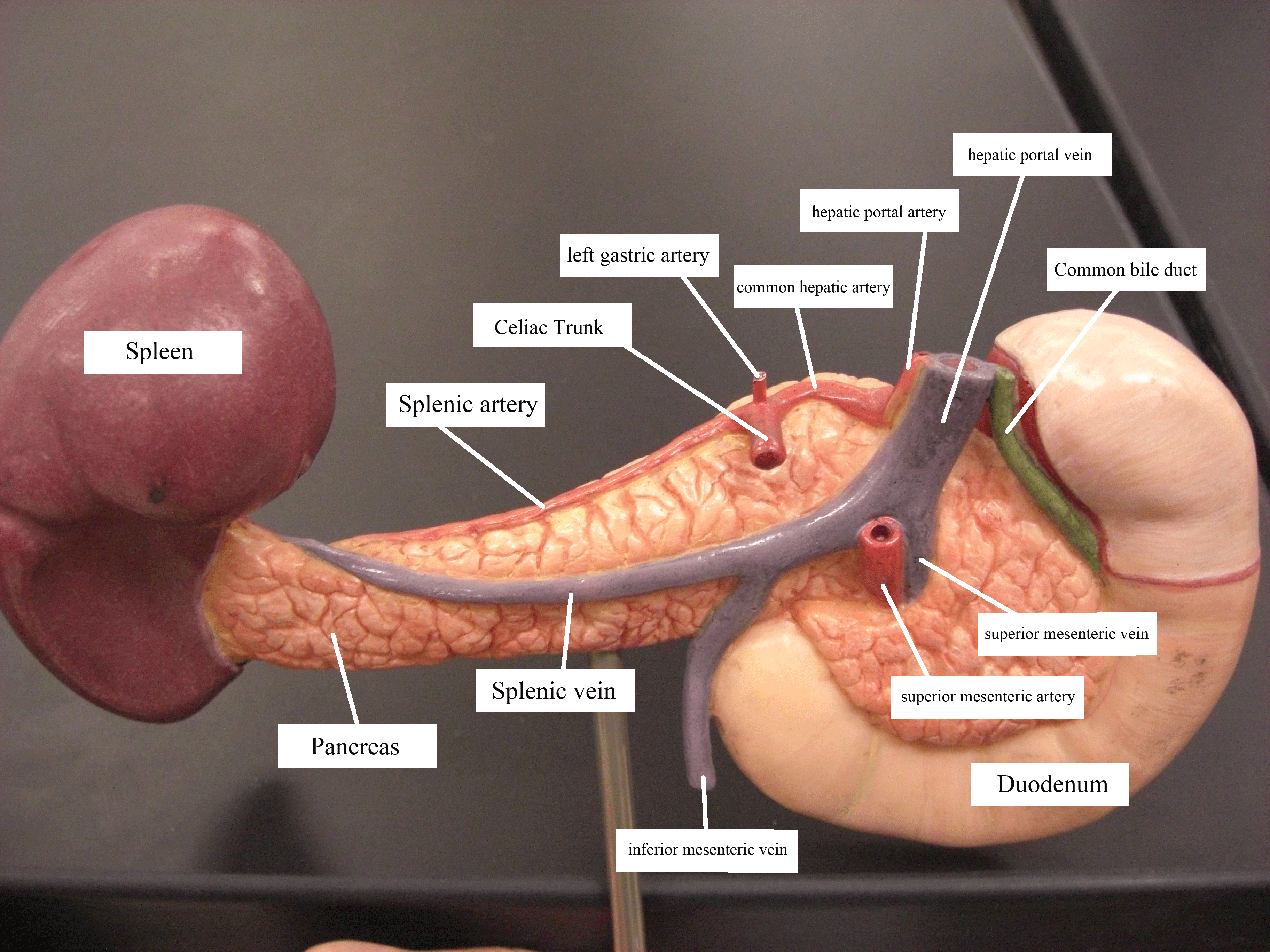
膵臓と脾臓周りの動脈と静脈